# Coupe Jacques Brugnon

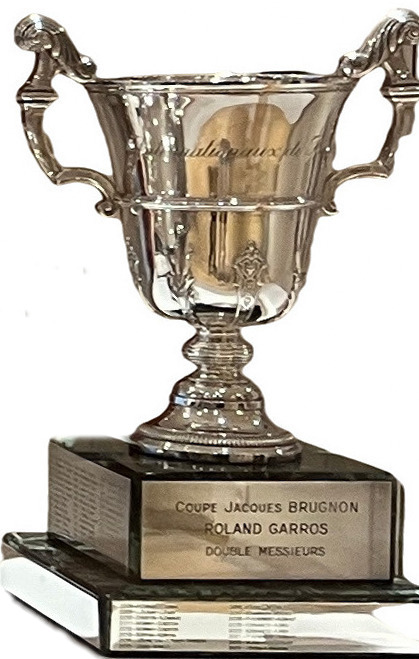
Coupe Jacques Brugnon

Der Coupe Jacques Brugnon (Jacques-Brugnon-Pokal) wird an die Sieger des Herren-Doppels beim Tennisturnier French Open in Roland Garros verliehen. Er ist eine Hommage an Jacques Brugnon (1895–1978), einen der vier Musketiere, die den Tennissport in den 1920er und 1930er Jahren beherrschten. Er war im Einzel mit zehn Grand-Slam-Titeln im Doppel und zwei Titeln im Mixed-Doppel der erfolgreichste Tennisspieler seiner Zeit außerhalb der Individualwertung. Darüber hinaus gewann er die olympische Silbermedaille 1924 und war Teil der französischen Mannschaft bei sechs aufeinanderfolgenden Titeln im Davis Cup.
Diese 1989 geschaffene Trophäe ist mit Applikationen gestaltet und ihre Basis ist mit sich wiederholenden Reliefornamenten, auch Riffelungen genannt, verziert. Der Pokal bleibt im Eigentum der Fédération Française de Tennis. Im Sockel sind die Sieger eingraviert. Die Sieger erhalten ein halb so großes Duplikat. Bis 1988 gab es für die Sieger ein rechteckiges Tablett als Trophäe. Die Trophäe ist außerhalb des Turniers im Tenniseum von Roland Garros ausgestellt.
Der französischen Juwelier Mellerio dits Meller, einem Pariser Schmuckhaus, das 1613 gegründet wurde und bis heute in der Rue de la Paix aktiv ist, fertigte die Trophäe an. Sie reiht sich in die übrigen Trophäen ein, wie den Coupe des Mousquetaires, den der Sieger im Herreneinzel erhält oder den Coupe Suzanne Lenglen für die Siegerin im Dameneinzel. Es ist das älteste Familienunternehmen Europas. Die Pokale sind alle aus massivem Silber.